# Ханс Остер
Ханс Остер (на немски: Hans Oster) е германски генерал-майор от Вермахта, участвал в опита за убийство на фюрера Адолф Хитлер от 20 юли 1944 г.

## Биография
Остер е роден в Дрезден, Саксония през 1887 г., син на алсански пастор от френската протестантска църква. Той влиза в артилерията през 1907 г. През Първата световна война служи на Западния фронт до 1916 г., когато е назначен за капитан на германския Генерален щаб. След войната е смятан за достатъчно добър, за да бъде задържан в редуцирания Райхсвер, чийто офицерски корпус е ограничен до 4000 от Версайския договор. Въпреки това, той трябва да се оттегли от армията през 1932 г.
Скоро той намира работа в нова организация, която Херман Гьоринг създава в пруската полиция. Остер се прехвърля в Абвер през октомври 1933 г. В тази връзка той се среща с бъдещите заговорници Ханс Бернд Гизевиус и Артур Небе, които впоследствие работят в Гестапо. Остер също става близък довереник на адмирал Вилхелм Канарис.

### Противник на Хитлер
Подобно на много други офицери от армията, Остер първоначално приветства нацисткия режим, но мнението му се променя след Нощта на дългите ножове от 1934 г., в която СС избива много от лидерите на СА и техните политически опоненти, включително генерал Курт фон Шлайхер, вторият до последния канцлер на Ваймарската република и генерал-майор Фердинанд фон Бредов, бивш ръководител на Абвера. През 1935 г. на Остер му е позволено да се включи отново в армията, но никога в Генералния щаб. До 1938 г. аферата „Бломберг-Фриц“ и Кристалната нощ (държавен поощряван погром срещу евреите в Нацистка Германия) превръща антипатията в омраза към нацизма и готовност да помогне за спасяването на евреите. Остер се среща за пръв път с Лудвиг Бек, началник на Генералния щаб.
Позицията на Остер в Абвера е безценна за заговора. Абверът може да предостави фалшиви документи и ограничени материали, да осигури покритие чрез прикриване на конспираторни дейности като разузнавателна дейност, да свърже различни съпротивителни клетки, които иначе са различни и да осигури разузнаване на конспираторите. Той играе централна роля и в първата военна конспирация за сваляне на Хитлер, която се корени в намерението на Хитлер да нахлуе в Чехословакия. През август 1938 г. Бек говори открито на среща на армейски генерали в Берлин, заради противопоставянето си на войната със западните сили над Чехословакия. Когато Хитлер е информиран за това, той иска и получава оставката на Бек. Бек е много уважаван в армията и отстраняването му шокира офицерския корпус. Неговият наследник като началник на щаба, Франц Халдер, остава в контакт с него, а също и с Остер. В частност, той казва, че смята Хитлер за „въплъщение на злото“.
Остер информира своя приятел Берт Сас, военен аташе от Холандия в Берлин, повече от 20 пъти за точната дата на многократно забавеното нахлуване в Холандия. Сас предава информацията на неговото правителство, но не му вярват. Остер изчислява, че неговата „измяна“ може да струва живота на 40 000 германски войници и се бори с решението си, но стига до заключението, че е необходимо да се предотвратят милионите смъртни случаи, които биха се случили в несъмнено продължителна война, ако Германия постигне ранна победа.

### Смърт
Остер е арестуван ден след неуспешния заговор от 20 юли за убийството на Хитлер. На 4 април 1945 г. са открити дневниците на адмирал Канарис и в ярост при четенето им Хитлер разпорежда да бъдат екзекутирани всички настоящи и минали заговорници (като Остер).